# Order Świętego Jakuba od Miecza (Brazylia)
Cesarski Order Świętego Jakuba od Miecza (port. Imperial Ordem de Sant'Iago da Espada) – wysokie odznaczenie Cesarstwa Brazylii.
Order pochodził od portugalskiego Orderu Świętego Jakuba od Miecza, który został „znacjonalizowany” przez króla Piotra I wkrótce po ogłoszeniu niepodległości przez Brazylię (7 września 1822). Służyło do nagradzania niemal wyłącznie wojskowych. Religijny charakter order utracił dekretem z 9 września 1843, a całkowicie zlikwidowany w momencie przyjęcia pierwszej konstytucji Republiki Federalnej Brazylii (24 lutego 1891).
Order zawieszony był na fioletowej wstędze z dwiema złotymi krawędziami. Dzielił się na pięć klas:
- I Klasa – Krzyż Wielki (Grã-Cruz)
- II Klasa – Dygnitarz (Dignitário)
- III Klasa – Komandor (Comendador)
- IV Klasa – Oficer (Oficial)
- V Klasa – Kawaler (Cavaleiro).